# 俞淵
俞淵（？—1400年），亦称俞通淵，安徽巢县人，明朝军事将领。俞通海、俞通源弟。越巂侯。
其早年因为父亲和兄弟功勋，而任參侍舍人。后跟随征讨，升任都督僉事。因胡惟庸案而受连坐，朱元璋念其父俞廷玉、俞通海功勋，仍封其越巂侯。后其率领征讨建昌叛乱，次年因为蓝玉案而被剥爵位，并勒令返乡。建文元年恢复爵位，并率领大军征讨燕王朱棣，后在白溝河战死，由次子俞靖嗣官。